# Jeanné Nell
Jeanné Nell, né le 3 décembre 1983 à Port Elizabeth, et décédé le 11 février 2014 au Cap, était un coureur cycliste sud-africain spécialiste de la piste.

## Accident mortel en course
Le mardi 11 février 2014, lors d'une épreuve de keirin, dont il était le champion national, il fait une chute mortelle sur la piste de Bellville au Cap. Johan Smith, directeur de la commission du cyclisme sur piste, déclara que « la communauté cycliste porte le deuil non seulement de l'un de ses meilleurs sprinteurs mais bien plus, la perte d'un de ses fils chéris. Jeanné était un vrai champion, un exemple, sur la piste comme en dehors ».

## Palmarès

### Championnats d'Afrique du Sud
- 2011
  - 2e du kilomètre
  - 2e de la vitesse par équipe
  - 3e de la vitesse individuelle
  - 3e du keirin
- 2012
  -  Champion d'Afrique du Sud du kilomètre
  -  Champion d'Afrique du Sud du keirin
  - 2e de la vitesse individuelle
- 2013
  -  Champion d'Afrique du Sud de vitesse par équipe (avec Brent Pheiffer)
  -  Champion d'Afrique du Sud du keirin
  - 2e de la vitesse individuelle
  - 2e du kilomètre